# Hirakawa
Hirakawa (平川市, Hirakawa-shi?) è una città giapponese della prefettura di Aomori.